# Неукен (аэропорт)
Международный аэропорт имени Президента Перона (исп. Aeropuerto Internacional Presidente Perón) — международный аэропорт, расположен в провинции Неукен, в Аргентине.
Находится в 6 километрах от Неукена.
Площадь: 5,200 м²

## Авиакомпании и Регулярные направления
- Aerolíneas Argentinas/ Austral Líneas Aéreas:
  - Буэнос-Айрес (AEP)

- LAN Argentina:
  - Буэнос-Айрес (AEP)

- Sol Líneas Aéreas:
  - Мендоса (MDZ)
  - Кордова (COR)
  - Росарио (ROS)